# Tadeusz Michał Nittman

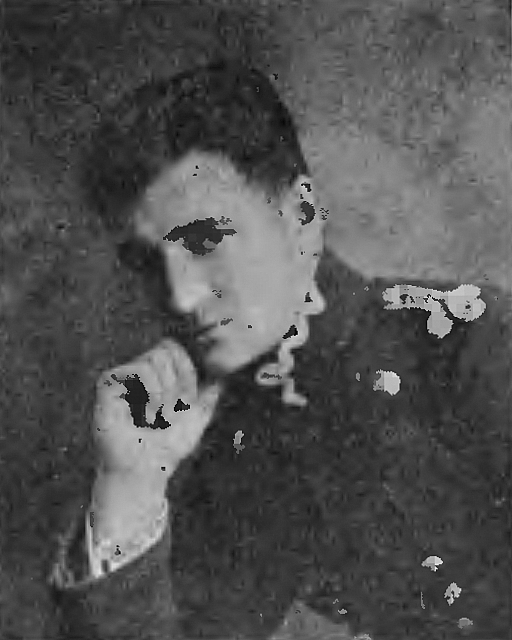
Tadeusz Nittman jako żołnierz

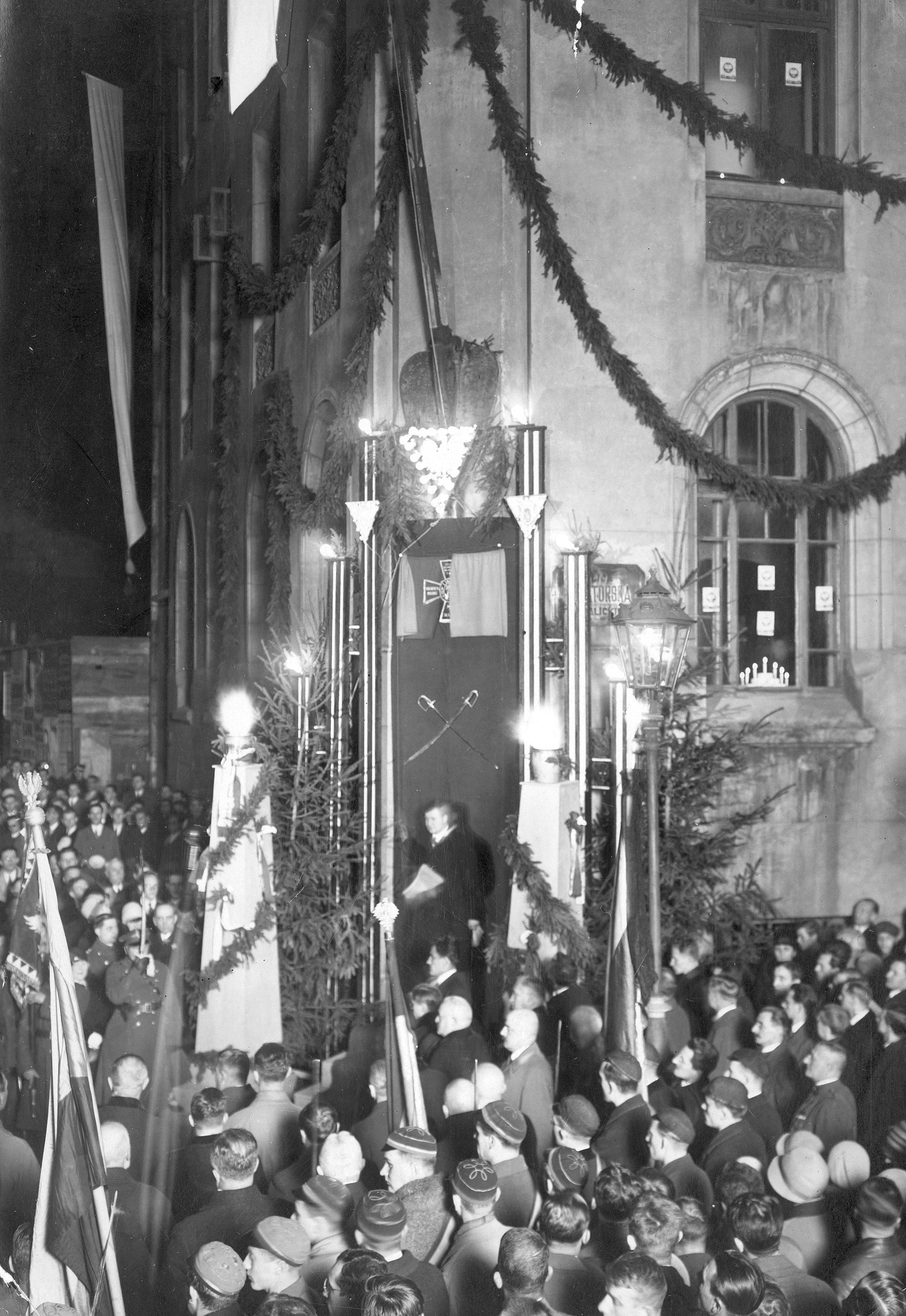
Tadeusz Michał Nittman dokonuje dekoracji Domu Akademickiego im. Adama Mickiewicza we Lwowie Krzyżem Obrony Lwowa 31 października 1928

Tadeusz Michał Nittman (ur. 6 września 1896 we Lwowie, zm. 1942) – rotmistrz kawalerii Wojska Polskiego, kawaler Virtuti Militari, literat, dziennikarz, podróżnik.

## Życiorys
Tadeusz Michał Nittman urodził się 6 września 1896 we Lwowie. Był synem Karola (1863-1929, profesor gimnazjalny, historyk) i Wandy (1867-1931, aktorka teatralna, nauczycielka). Miał siostrę.
Od 1910 do 1914 należał do harcerstwa, od 1913 do 1914 do drużyn strzeleckich. Po wybuchu I wojny światowej wstąpił do Legionów Polskich i od 1914 do 1915 służył w szeregach 1 pułku piechoty w składzie I Brygady. Następnie został wcielony do C. K. Armii i przebywał na froncie włoskim i bałkańskim oraz w szeregach tzw. „dywizji tureckiej” na obszarze Azji Mniejszej. Potem w C. K. Obronie Krajowej został mianowany podporucznikiem piechoty z dniem 1 stycznia 1917. Do 1918 był przydzielony do pułku strzelców cesarskich Nr III oraz do 19 pułku strzelców. U kresu wojny działał we Lwowie w związku „Wolność”, a po aresztowaniu por. dr. Adama Próchnika ps. „Halny”, został wybrany komendantem tej organizacji. Działał też w Polskiej Organizacji Wojskowej pod pseudonimem „Michał”.
Od początku listopada 1918 uczestniczył w obronie Lwowa podczas wojny polsko-ukraińskiej walcząc w stopniu podporucznika. W pierwszych dniach był oficerem do zleceń Naczelnej Komendy Wojsk Polskich. 3 listopada 1918 w składzie ochotników przeszedł ze Szkoły im. Konarskiego na Dworzec Główny. Tam został mianowany przez komendanta dworca por. Ludwika de Laveaux komendantem załogi dworca. Tam brał udział w działaniach, przyczyniając się do zachowania dworca w rękach polskich. 4 listopada został przydzielony przez NKWP do placówki na Wulce, gdzie punktem polskiego oporu był Dom Techników. 5 listopada wystąpił z propozycją utworzenia kawaleryjskiego lotnego oddziału konnego karabinów maszynowych, który następnie organizował w Szkole im. Sienkiewicza i został jego dowódcą (jednostka została określona mianem jako „lotna maszynka”). Wraz ze sformowanym oddziałem działał poza Lwowem, we wsiach Rzęsna Ruska, Kozice, Domażyr, Rzęsna Polska, rozbijając siły ukraińskie i biorąc jeńców. Około połowy listopada oddział „lotna maszynka” przydzielono pod komendę por. Tadeusza Krynickiego, dowódcy ułanów lwowskich „Wilków”, wraz z którym tworzył jednostkę (która potem stanowiła dywizjon ułanów lwowskich). W niej Nittman objął funkcję wachmistrza-szefa szwadronu. W połowie miesiąca brał udział w zwycięskich walkach na Zamarstynowie i Podzamczu. 18 listopada jego oddział skierowano do operacji na Gródek Jagielloński, gdzie przeprowadził skuteczną akcję przeciw wrogom. Następnie wraz z kawalerzystami powrócił do Lwowa, oswobodzonego przez Polaków 22 listopada, zajmując koszary przy ul. Piekarskiej. Łącznie w walkach o miasto jego oddział był kierowany w różne rejony walk, odznaczając się decydującą w walkach skutecznością używanych lotnych karabinów maszynowych. Od 25 listopada uformowany był już szwadron karabinów maszynowych, dysponujący 3 plutonami po 2 km, w sile około 100 koni i 60 ludzi.
Potem walczył na froncie ukraińskim i w wojnie polsko-bolszewickiej. 14 lipca 1920, w stopniu porucznika, został dowódcą dywizjonu karabinów maszynowych Detachement rtm. Abrahama, którego proporzec bojowy „lotnej maszynki ułańskiej” został poświęcony 25 lipca 1920 przed kościołem św. Marcina na Podzamczu. 9 sierpnia 1920 został ciężko ranny pod Chodaczkowem. Wówczas w trakcie kontroli karabinów maszynowych, rozstawionych w różnych pozycjach, został trafiony przy ostrzale ze strony wroga. Rannego wynosiło go sześciu towarzyszy, z których trzech zostało wtedy śmiertelnie postrzelonych, a czwarty ranny. W rezultacie Nittman trafił do niewoli sowieckiej.
W Wojsku Polskim został awansowany na stopień rotmistrza ze starszeństwem z dniem 1 czerwca 1919. W 1923 był oficerem w stanie nieczynnym 2 pułku ułanów z Suwałk. Był inwalidą. Około 1924 został przeniesiony w stan spoczynku. Jako emerytowany oficer zamieszkiwał we Lwowie. Był członkiem kapituły Krzyża Obrony Lwowa. W 1934 jako rotmistrz w stanie spoczynku był przydzielony do Oficerskiej Kadry Okręgowej nr I jako oficer w dyspozycji dowódcy O.K. I i pozostawał wówczas w ewidencji Powiatowej Komendy Uzupełnień Warszawa Miasto III. Został osadnikiem wojskowym w majątku Sienkiewicze nr 2 i 9 na terenie osady Duże Zahajce (gmina Dederkały, Powiat krzemieniecki). Był członkiem założycielem Związku Obrońców Lwowa. W 1928 pełnił funkcję prezesa zarządu Legii Inwalidów Wojsk Polskich. Współtworzył Federację Polskich Związków Obrońców Ojczyzny. Działał w organizacjach inwalidów i młodzieżowych. Był ławnikiem w Inwalidzkim Sądzie Administracyjnym.
Ukończył studia prawnicze i nauk politycznych na Wydziale Prawa Uniwersytetu Jana Kazimierza we Lwowie. Studiował też filozofię na Uniwersytecie w Heidelbergu i Uniwersytecie w Monachium. Uzyskał stopień doktora praw i nauk politycznych. Był literatem, dziennikarzem. Pisał powieści (w tym dotyczące tematyki egzotycznych państw, które odwiedzał), nowele, opowiadania, artykuły do prasy. Tworzył także wiersze, w 1919 wydał poezje legionowe, był też krytykiem literackim. W kwietniu 1933 w Warszawie został wybrany członkiem zarządu Zrzeszenia Beletrystów Polskich. Był współautorem przedstawienia Szachy Pana Marszałka. Redagował wydawane w latach 30. czasopismo „Głos Orląt”, bezpłatny dodatek do „Wiarusa” dla dzieci rodzin podoficerskich. Był również podróżnikiem, w 1924 jako korespondent czasopism podróżował po Afryce Północnej i Zachodniej (Maroko, Algieria, Południowa Sahara). Następnie przebywał we Francji i w Hiszpanii, w 1932 na Węgrzech i w Czechosłowacji, a w 1933 we Włoszech, Jugosławii, Bułgarii i w Rumunii (w tym czasie zajmował się kwestią macedońską). Odwiedził też Azję Mniejszą. Latem 1935 został wybrany delegatem okręgowego zgromadzenia wyborczego w Okręgu nr 3 w Warszawie. Wygłaszał prelekcje, także na antenie radiowej.
Pod koniec 1937, jadąc pociągiem z Wiednia do Warszawy został okradziony (przed stacją w Radziwiłłowie) z pieniędzy przez dwóch sprawców, którzy przysiadając się do przedziału poczęstowali to uprzednio czekoladkami, które wywołały rozstrój żołądka (podróżujący wraz z nim obywatel belgijski Abram Wit Żak także został okradziony).
Był żonaty z Haliną. Do 1939 zamieszkiwał w Warszawie przy ulicy Czerniakowskiej 202. Zmarł w 1942. Został pochowany na Cmentarzu Łyczakowskim we Lwowie.

## Publikacje
- Pieśni moje. Poezje z lat wojny (1919, Lwów)[72][3]
- Bonaparte. Opowieści wiarusów polskich o cesarzu (1923, Lwów/Poznań; przedmowa)
- Mój przyjaciel Igor. Romans prawie egzotyczny (1924, Lwów)[72][3]
- Jej chłopiec. Opowieść z pustyni arabskiej (1924, Kraków)[72]
- Juljusz Słowacki Balladyna (komentarz). Geneza, charakterystyka osób, dokładna treść, ocena (1925, Lwów)
- Lotna maszynka ułańska (jako przyczynek do historji kawalerji lwowskiej) (w: „Panteon Polski” nr 21-23, 25, 27 z 1925/1926)[73][74][75][76][77]
- Z tajemnic życia na Saharze (w: „Iskier” nr 35-36 z 1926)[78]
- W cieniu palm i minaretów (Marokko). Wrażenia z podróży (1927, Poznań; jako Tom IV serii Na dalekich lądach i morzach. Biblioteka podróży, przygód i odkryć)[79]
- Juljusz Słowacki: Balladyna (komentarz). Geneza, charakterystyka osób, dokładna treść, opracowanie tematów (1928, Lwów; wyd. 2)
- O ławce, Kilińskim i żołnierzu (w: „Almanach Lwowski” r. 1 z 1928)[80]
- Jaś – 10-lecie (1928, nowela)[81]
- Pod ręką Fatmy. Wrażenia z podróży do Maroka i Algieru (1931, Lwów/Warszawa)[3]
- Cień porucznika Guadro. Pamiętnik topielca (1931, Warszawa)[72][3]
- Szyby o zmroku (1931, nowela)[82]
- Lustro kalifa Omara (po 1931)[72][83]
- Mój udział w pracach związku „Wolność” i POW (w: Obrona Lwowa. 1–22 listopada 1918. Tom 1)
- Walki o Lwów (w: „Polska Zbrojna” nr 330-338 z 1933[20] oraz w: Obrona Lwowa. 1–22 listopada 1918. Tom 2. Źródła do dziejów walk o Lwów i województwa południowo-wschodnie 1918-1920. Relacje uczestników[84][85])
- Mały Piłsudczyk (1935, Warszawa; wyd. 1)[3][86][15]
- Gdyśmy psom na ogonach wieszali austriackie medale... (w: „Kronika Polski i Świata” nr 7 z 1938)[87]
- Miłość Fatiny (mój przyjaciel Igor). Romans prawie egzotyczny (1937, w: „Wschód”[88]; 1938, Lwów)[15]
- Lwy Zaddwórzańskie (1938, w: „Wschód”)[89]
- Mały Piłsudczyk (1939, Warszawa; wyd. 2)
- Józek Bezimienny. Jeden akt z bohaterskich dni Lwowa (1939, Lwów)

## Ordery i odznaczenia
- Krzyż Srebrny Orderu Virtuti Militari nr 3191 (udekorowany przez gen. broni Tadeusza Rozwadowskiego 17 kwietnia 1921 podczas uroczystości pod pomnikiem Adama Mickiewicza we Lwowie)[3][90]
- Krzyż Niepodległości (7 lipca 1931, za pracę w dziele odzyskania niepodległości)[91].
- Krzyż Walecznych – czterokrotnie[3]
- Złoty Krzyż Zasługi[3]
- Medal Pamiątkowy za Wojnę 1918–1921[3]
- Medal Dziesięciolecia Odzyskanej Niepodległości[3]
- Krzyż Obrony Lwowa
- Odznaka pamiątkowa IV Odcinka „Obrony Lwowa”[92]